# Joaquim José Vieira
Joaquim José Vieira (Itapetininga, São Paulo, 17 de janeiro de 1836 — Campinas, a 8 de julho de 1917) foi bispo do Ceará de 24 de fevereiro de 1884 a 16 de setembro de 1912.

## Biografia

### Juventude e atuação em Campinas
Nasceu em Itapetininga, no interior da então província de São Paulo, filho do major Manuel José Vieira e de Maria Teodolina de Sousa Vieira, ambos de tradicionais famílias paulistas.
Ainda muito jovem, ingressou no seminário paulista, fundado havia poucos anos pelo bispo D. Antônio Joaquim de Melo, o qual tinha-o em alta estima. Ordenado sacerdote, em 25 de março de 1860, foi designado para ser vigário-cooperador da paróquia de Paraibuna, mas aí permaneceu por poucos meses, transferido, como vigário interino, para Campinas, onde esteve de 2 de setembro de 1860 a abril de 1864. Teve que deixar o Vicariato por problemas políticos. Segundo Fernando Câmara, durante o concurso para vigário efetivo, o "vigarinho" Padre Vieirinha, como era chamado por seus fregueses, obteve o maior número de pontos, saindo portanto em primeiro lugar, mas o segundo colocado, fortemente apoiado pela política situacionista, foi o nomeado.
Mas mesmo assim continuou morando em Campinas, tendo papel ativo na comunidade. Quando vigário interino, promoveu a restauração da igreja matriz, atual Catedral Metropolitana. Depois empenhou-se na construção da Santa Casa de Misericórdia, obra que foi iniciada em 19 de novembro de 1871, e concluída em 16 de agosto de 1876.

### Incidente com D. Pedro II
Enquanto se prosseguiam as obras de construção da Santa Casa, Campinas recebeu a visita do imperador do Brasil,  Dom Pedro II, o qual, percorrendo a cidade e deparando-se com a obra, estranhou a ausência de seu idealizador nas homenagens que recebera das autoridades municipais, resolveu visitá-lo. O padre declarou então ao chefe da nação que se abstivera propositadamente, pois, sendo ele sacerdote católico, causava-lhe repugnância apertar a mão de um monarca de dois bispos brasileiros. Referia-se ao episódio da questão religiosa, quando foram condenados à prisão os bipos do Pará, D. Antônio de Macedo Costa, e de Pernambuco, frei Vital Maria Gonçalves de Oliveira, o qual fora seu professor no seminário de São Paulo.
O imperador, por sua vez, notavelmente, não perdeu a serenidade. Antes, pareceu se admirar com a coragem do sacerdote, pois, voltando à Corte, outorgou-lhe o título de conselheiro da Coroa Imperial, honraria até então concedida apenas a bispos diocesanos e, vaga a diocese do Ceará, pela ascensão de D. Luís Antônio dos Santos à sede primacial da Bahia, indicou-o à Santa Sé para o preenchimento da mesma, através de decreto de 3 de fevereiro de 1883.

### Bispo do Ceará
Ao saber de sua designação para a diocese do Ceará, usou de todos os meios possíveis para recusar a honraria, mas o papa Leão XIII confirmou a indicação imperial, por bula papal de 9 de agosto de 1883. Sua sagração episcopal ocorreu no dia 9 de dezembro do mesmo ano, na igreja matriz de Campinas, sendo oficiante o bispo de São Paulo, D. Lino Deodato Rodrigues de Carvalho, cearense, que teve por auxiliares os padres doutores Francisco de Paula Rodrigues e João Jacinto Gonçalves de Andrade. Estiveram presentes à solenidade, como paraninfos, o Barão de Guajará, presidente da província, e o conselheiro Antônio Joaquim Rodrigues Júnior, Ministro da Guerra, também cearense. Já havia tomado posse da diocese, por procuração consedida ao monsenhor Hipólito Gomes Brasil, administrador diocesano.
O novo bispo do Ceará desembarcou no antigo porto de Fortaleza, em 24 de fevereiro de 1884 e, tão logo assumiu o governo, teve como primeira preocupação resolver a situação de seu clero, desamparado de qualquer tipo de previdência. Para sanear esta lacuna criou uma comissão composta pelos padres Bruno Rodrigues da Silva Figueiredo, Liberato Dionísio da Costa, João Augusto da Frota e José Barbosa de Jesus para elaboração dos estatutos de uma entidade de assistência filantrópica aos padres da diocese: a União do Clero, um dos primeiros órgãos de previdência do Brasil, oficialmente instalada em Fortaleza, em 30 de março de 1884. Transformada em Previdência Sacerdotal, hoje é detentora do Hospital Cura d'Ars.

### Sínodo Diocesano
Depois de visitar pastoralmente a sua diocese, D. Joaquim viu a necessidade de um novo código de leis eclesiásticas que permitissem uma administração melhor, não apenas da diocese, mas igualmente das paróquias e até mesmo um desempenho mais eficiente da função sacerdotal. Até então, a diocese do Ceará submetia-se às Constituições do Arcebispado da Bahia, as quais eram consideradas obsoletas eem sua maior parte.
Convocou então os 84 sacerdotes que formavam o clero cearense para um sínodo diocesano, que teve início em 31 de janeiro de 1888 e se encerrou depois de três dias de reunião, com a promulgação das "Disposições Sinodais do Ceará", um código de leis eclesiásticas que mereceu aplausos até mesmo da Cúria Romana.

### Questão de Juazeiro do Norte
Durante o episcopado de D. Joaquim foi que ocorreu o suposto milagre de Juazeiro do Norte. Nesta cidade, a hóstia ministrada à beata Maria de Araújo pelo padre Cícero Romão Batista transformava-se em sangue na boca da religiosa. Segundo relatos, tal fenômeno se repetiu diversas vezes por cerca de dois anos.
A pedido do padre Cícero, o bispo formou uma comissão formada de padres e de profissionais da área de saúde para investigar a procedência dos relatos. A comissão tinha como presidente o padre Clicério da Costa Lobo e, como secretário, o padre Francisco Ferreira Antero; contava ainda com a participação dos médicos Marcos Rodrigues Madeira e Ildefonso Correia Lima, além do farmacêutico Joaquim Secundo Chaves. Em 13 de outubro de 1891, a comissão encerrou as pesquisas e chegou à conclusão de que não havia explicação natural para os fatos ocorridos.
Insatisfeito, porém, com este parecer, D. Joaquim nomeou uma nova comissão para investigar o caso, tendo como presidente o padre Antônio Alexandrino de Alencar e como secretário o padre Manuel Cândido dos Santos. A segunda comissão concluiu que não houve milagre, mas um embuste. D. Joaquim se posicionou favorável ao segundo parecer e, com base nele, suspendeu as ordens sacerdotais de padre Cícero e determinou que Maria de Araújo, que viria a morrer em 1914, fosse enclausurada. Sua atitude em relação ao "milagre", no entanto, não foi recebida sem resistência pelos fiéis de Juazeiro do Norte, como ele mesmo confessa em sua carta pastoral de 25 de março de 1894.

### Questão de Canindé
Também em Canindé entrou em conflito com os fiéis ao intervir na administração do patrimônio da paróquia local, até então gerida pela Confraria de São Francisco, uma entidade leiga. A questão foi levada ao Tribunal da Relação, tendo a confraria impetrado uma ação contra o bispo e requerido a manutenção da posse dos bens da paróquia. A justiça, porém, deu ganho de causa a D. Joaquim, que teve como advogado de defesa o Dr. Virgílio Augusto de Morais.
Posteriormente, entregou a administração da paróquia aos capuchinhos, que lá chegaram em 22 de setembro de 1898 e ficaram até 1926, quando assumiram a prelazia de Grajaú, no Maranhão, dando lugar à Ordem dos Frades Menores, que dirigem a freguesia até os dias atuais. Em Canindé, os frades capuchinhos fundaram um colégio com internato para jovens, no qual foram alunos Francisco de Meneses Pimentel, Clodoaldo Pinto, Antônio Furtado, entre outros.

### Obras sociais
Tal como em Campinas, D. Joaquim não deixou de realizar em sua diocese obras de cunho social. O Externato São Vicente de Paulo, exclusivo para meninas, fundado em 8 de dezembro de 1884, e a Escola Jesus, Maria e José, para órfãos, inaugurada em 22 de janeiro de 1905, estabelecimentos estes com sedes próprias e administrados pelas vicentinas, foram realizações suas.
Idealizou ainda uma Escola de Artes e Ofícios que funcionaria no prédio onde hoje está instalado o Colégio Militar de Fortaleza. Dispondo de verba para seu aparelhamento e contactado os padres salesianos para sua gerência, teve o prédio e o dinheiro confiscados pelo governo.
A Associação das Senhoras de Caridade de Fortaleza foi uma entidade criada durante a seca de 1888, com a finalidade principal de dar assistência às vítimas desta calamidade, igualmente dirigida pelas vicentinas.
Dom Joaquim foi ainda grande colaborador da Santa Casa de Misericórida de Fortaleza, ocupando sua provedoria enquanto esteve no Ceará.

### Últimos anos
Durante os trinta anos que passou no Ceará, raramente se ausentou de sua diocese. Foi duas vezes a São Paulo, sendo que, numa delas, em 1890, foi para inaugurar o asilo de órfãos de Campinas, cuja construção fora por ele, ocasião em que foi homenageado com a colocação de um busto seu. Em 1899, esteve em Roma, no Concílio Plenário Latino-Americano convocado por Leão XIII. Em 1908, foi ao Recife assistir à reunião do episcopado do norte do Brasil, sob a presidência de D. Jerônimo Tomé da Silva, arcebispo da Bahia e primaz do Brasil.
Sentindo-se cansado, pediu e obteve da Santa Sé a nomeação de um bispo coadjutor para auxiliá-lo no governo de sua extensa diocese. No início, desejava que fosse escolhido um membro do seu clero, porém, sem sucesso, recorreu então ao arcebispo-primaz da Bahia, D. Jerônimo, a cuja província eclesiástica se ligava o Ceará, para que sondasse um candidato à missão episcopal e o escolhido, o cônego Manuel Antônio de Oliveira Lopes, foi confirmado pela Santa Sé. No entanto, chegando a Fortaleza, em 20 de novembro de 1908, este pouco tempo permaneceria na função, pois logo foi transferido para a diocese de Alagoas.
Pediu então a designação de outro bispo coadjutor à Santa Sé, que escolheu outro baiano, Manuel da Silva Gomes, que, após ser sagrado por D. Jerônimo Tomé, chegou a Fortaleza em 9 de fevereiro de 1912, logo conquistando a estima dos fiéis. Naquele mesmo ano, D. Joaquim renunciou à chefia da Igreja no Ceará, transmitindo o cargo oficialmente em 8 de dezembro. Contava então 76 anos de idade e era o decano do episcopado brasileiro, um dos seis bispos legados pela monarquia à república.
Após a sua renúncia, passou a residir numa casa pertencente à União do Clero, onde atualmente está a Escola de Ensino Fundamental e Médio Clóvis Bevilácqua, em Fortaleza, onde morou por um ano e quatro meses. Anteriormente, era seu desejo terminar seus dias no Ceará. No entanto, pensando que sua presença poderia inibir o bispo D. Manuel, decidiu retornar para Campinas. Embarcou em 14 de abril de 1914, ladeado por seu sucessor, D. Manuel, e pelo general Setembrino de Carvalho, interventor federal do Ceará, ao ver a multidão que o acompanhava, levou as mãos ao rosto e disse soluçando: Não quero ver ninguém.... Partiu acompanhado de uma comitiva, composta pelos padres Misael Gomes da Silva, José Alves Quinderé e Luís de Carvalho Rocha.
As homenagens ao bispo emérito não se restrigiram ao Ceará, sendo que, a cada escala que o navio fazia, era cumprimentado pelo clero local. Ao chegar a Campinas, teve recepção calorosa. A multidão fez questão de empurrar seu carro até a Santa Casa de Misericórdia, onde ao lado fora construída uma mansão para hospedá-lo. Campinas já era sede episcopal, e tinha como seu primeiro bispo D. João Batista Correia Néri, seu afilhado, que passou a prestar-lhe assistência.
D. Joaquim viveu por apenas mais três anos. Atendendo pedido da população, teve sepultura junto ao pedestal com seu busto, em frente à Santa Casa de Misericórdia. Alguns anos mais tarde, seus restos mortais foram transladados para a cripta da Catedral Metropolitana.